# Скеляр синій
Скеляр синій (Monticola solitarius) — птах родини мухоловкових (Muscicapidae). В Україні рідкісний залітний вид.

## Зовнішній вигляд

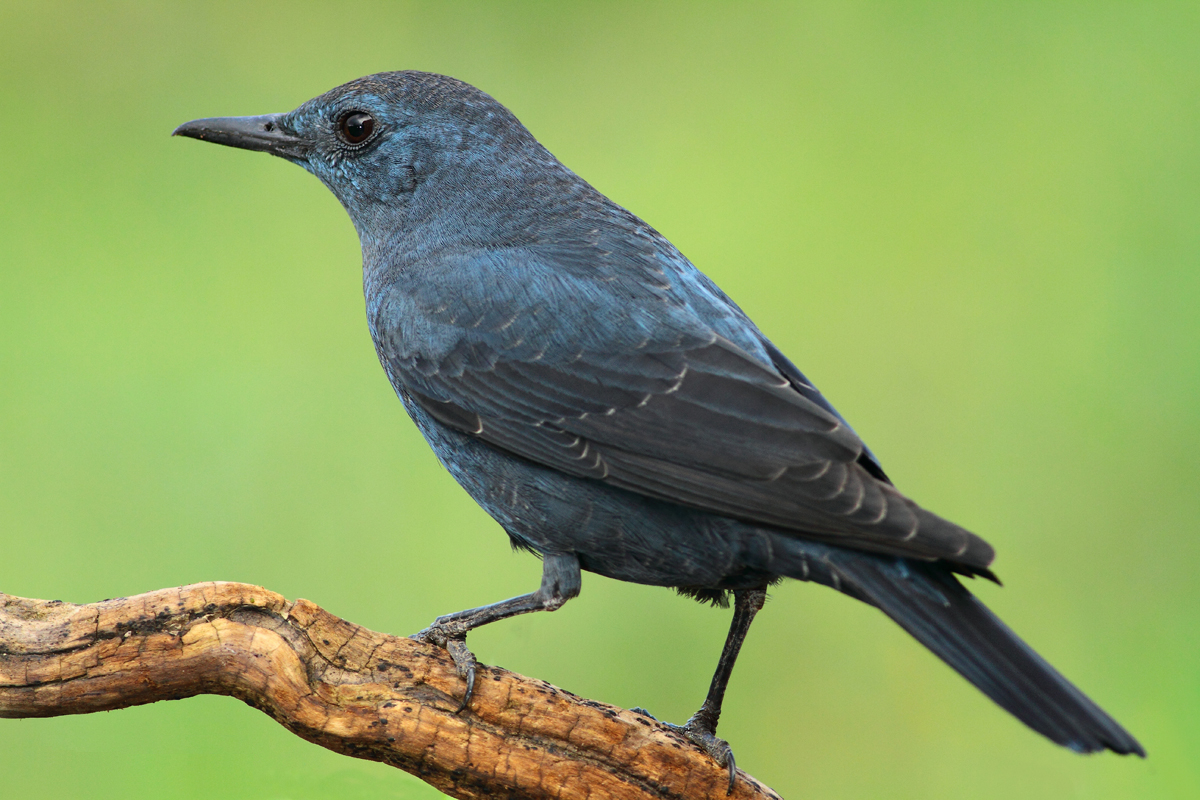
Самець європейської форми (Monticola solitarius solitarius)

Скеляр синій загалом подібний до строкатого скеляра (Monticola saxatilis), але добре відрізняється за загальним синім забарвленням оперення, хвіст трохи довший. За звичкам більше нагадує кам'янку, ніж дрозда. Нерідко співає на льоту, широко розставляючи при цьому крила і хвіст. У синіх скелярів добре виражений статевий диморфізм, як і у всіх інших представників роду скелярів. У самців чорно-синє оперення (у самця далекосхідної форми черево і підхвістя червоно-коричневі), а самки сірувато-коричневі зі світлими плямами. Райдужна оболонка ока в обох статей бура, лапки чорнуваті, дзьоб чорний. Маючи величину 20 см, вони трохи менше звичайних шпаків. Відрізняється досить обережною поведінкою.

## Поширення
Ареал скеляра синього простягається від Північно-Західної Африки, через Південну Європу до Аравійського півострова, Північну Індію та Центральні Гімалаї до Далекого Сходу та Південно-Західної Азії.

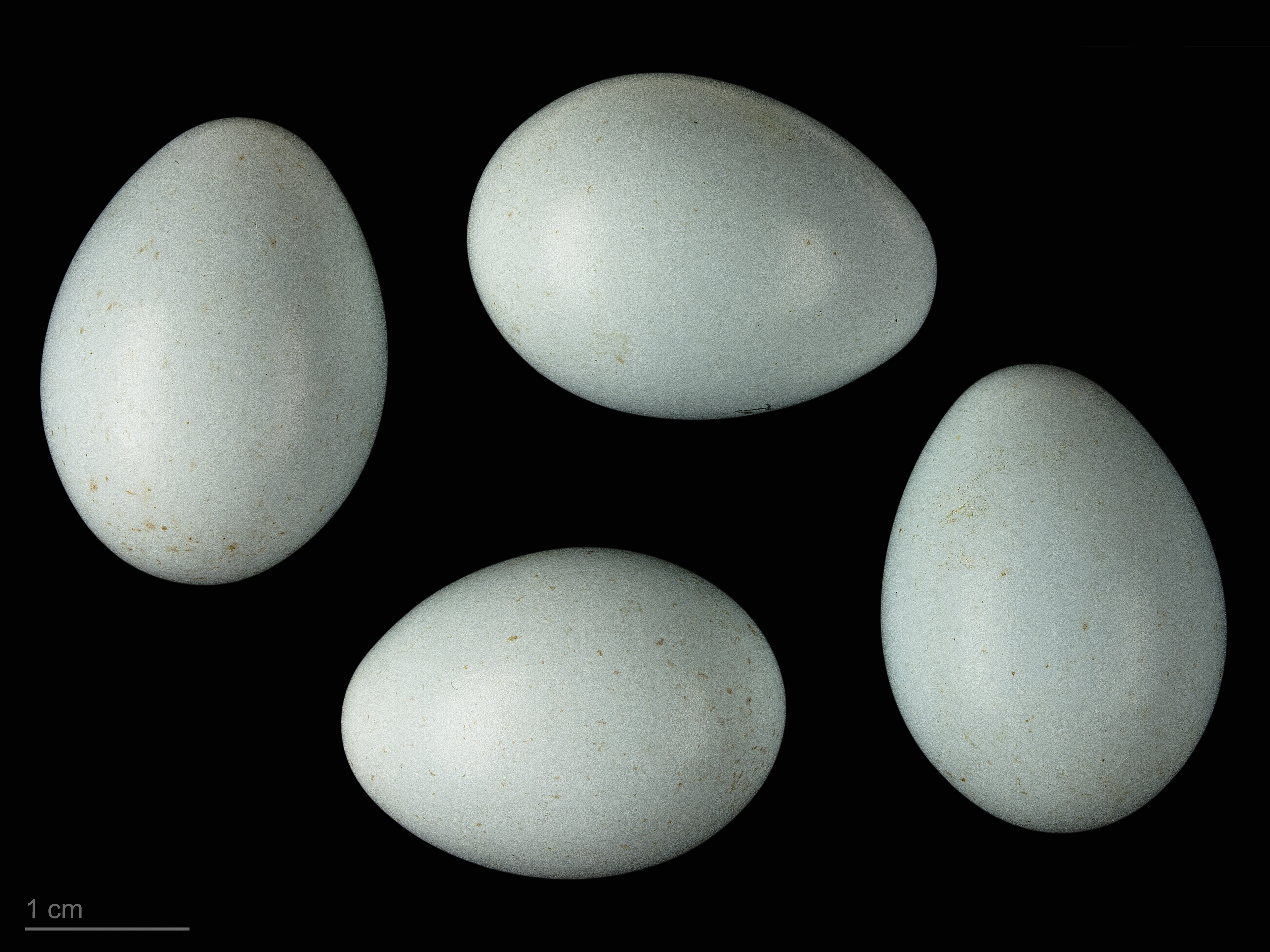
яйце Monticola solitarius solitarius - Тулузький музей